# Antonio Barrera
Pour les articles homonymes, voir Barrera.
Antonio Barrera, né le 9 février 1976 à Séville (Espagne), est un matador espagnol.

## Présentation

### Carrière
- Alternative : Ávila (Espagne, Castille-et-León) le 11 juillet 1999. Parrain, « El Cordobés » ; témoin, Javier Conde. Taureaux de la ganadería de Juan Albarrán.
- Confirmation d’alternative à Mexico : 23 décembre 2001. Parrain, « Armillita Chico » ; témoin, Alfredo Gutiérrez. Taureaux de la ganadería de Santiago.
- Confirmation d’alternative à Madrid : 23 mai 2002. Parrain, Fernando Cepeda ; témoin, José Ignacio Uceda Leal. Taureaux de la ganadería de Hermanos Guardiola Domínguez.